# Carola Matthiesen

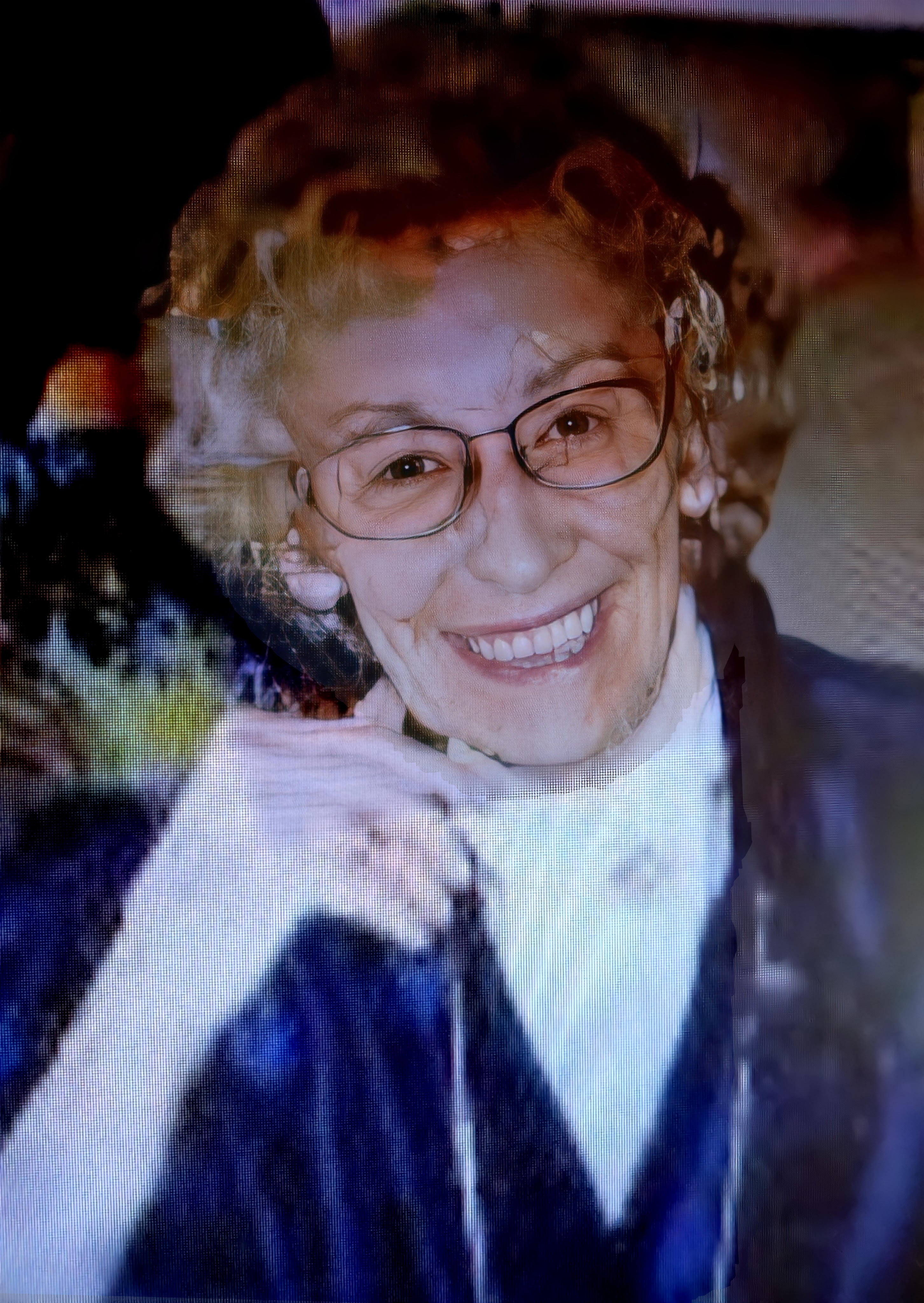
Carola Matthiesen

Carola Matthiesen (* 9. November 1925 in Eslohe; † 29. April 2015) war eine deutsche Erzieherin, Bibliothekarin, Schriftstellerin und Lyrikerin.

## Leben
Nach dem Besuch der Schule und der Ausbildung als Erzieherin übte Carola Matthiesen kurzfristig den erlernten Beruf der Kindergärtnerin aus. Es folgte eine Weiterbildung mit Schwerpunkt Literatur. Im Jahr 1954 heiratete sie, drei Jahre später wurde ihr Sohn geboren. In der Zeit von 1971 bis 1987 war Carola Matthiesen erst stellvertretende Leiterin und danach Leiterin der Stadtbibliothek Meschede. Sie starb am 29. April 2015 und fand ihre letzte Ruhestätte auf dem Südfriedhof in der Steinstraße in Meschede.
Carola Matthiesen war Mitglied der Deutschen Haiku-Gesellschaft, des Westfälischen Literaturbüros, der Christine-Lavant-Gesellschaft und der Gesellschaft der Lyrikfreunde in Innsbruck sowie Gründungsmitglied der Christine-Koch-Gesellschaft.

## Auszeichnungen (Auswahl)
Sie hat mehrere nationale und internationale Auszeichnungen und Preise erhalten.
- Haiku-Preis zum Eulenwinkel und Verleihung des Titels „Senryumeister“ der Deutschen Haiku-Gesellschaft e.V. im Jahr 2001
- 1. Preis im Haiku-Wettbewerb der Deutschen Haiku-Gesellschaft e.V. im Jahr 1999
- 1. Preis Sonett (als Kunstform innerhalb der Lyrik) der Gesellschaft der Lyrikfreunde im Jahr 1995
- 1. Preis zum Thema Balladen-Dichtung der Gesellschaft der Lyrikfreunde im Jahr 1994
- Leserpreis der Gesellschaft der Lyrikfreunde im Jahr 1993
- Nominierung des Lyrikbandes „Licht von Sternenfeldern“ für den Buchpreis der evangelischen Kirche Deutschland im Jahr 1989

## Werke (Auswahl)
- Heiter bis wolkig im Sauerland und anderswo, Brilon, Podszun, 2005, ISBN 3-86133-411-9
- Mit leisem Atem, Göttingen, Graphikum Mock, 2001, ISBN 3-88996-452-4
- Spinnwebentage, Meschede, Wullenweber, 1992, ISBN 3-926852-05-4
- Dämmergrün vor meinem Fenster, Meschede, Wullenweber, 1989, ISBN 3-926852-03-8
- Licht von Sternenfeldern, Meschede, Wullenweber, 1987, ISBN 3-926852-01-1